# 曹襄
曹襄（前2世纪?—前115年），西汉将军、平阳侯，谥曰“共”，又称平阳共侯，曹参的玄孙，曹窋的曾孙，曹奇的孙子，曹壽或曹時的兒子，嫡母或生母为平阳公主。娶汉武帝和卫子夫之女卫长公主为妻。
元光五年（前130年）父亲曹壽逝世，继承平阳侯的爵位。前119年，为後将军，与李广、赵食其、公孙贺随大将军卫青出定襄攻打匈奴。元鼎二年（前115年）曹襄去世，其子曹宗在征和二年（前91年）失爵。

## 延伸阅读
[在维基数据编辑]
 《史記/卷111》，出自司馬遷《史記》